# بيتر إف. هاميلتون
بيتر إف. هاميلتون (بالإنجليزية: Peter F. Hamilton)‏ (2 مارس 1960 في المملكة المتحدة)؛ كاتب وروائي بريطاني.

## روابط خارجية
- بيتر إف. هاميلتون على موقع IMDb (الإنجليزية)
- بيتر إف. هاميلتون على موقع ميوزك برينز (الإنجليزية)
- بيتر إف. هاميلتون على موقع إن إن دي بي (الإنجليزية)